# Квінтер (Канзас)
Квінтер (англ. Quinter) — місто (англ. city) в США, в окрузі Гов штату Канзас. Населення — 929 осіб (2020).

## Географія
Квінтер розташований за координатами 39°4′0″ пн. ш. 100°14′5″ зх. д. / 39.06667° пн. ш. 100.23472° зх. д. (39.066785, -100.234837).  За даними Бюро перепису населення США в 2010 році місто мало площу 2,56 км², уся площа — суходіл.

## Демографія
Згідно з переписом 2010 року, у місті мешкало 918 осіб у 374 домогосподарствах у складі 251 родини. Густота населення становила 359 осіб/км².  Було 425 помешкань (166/км²).
Расовий склад населення:
| - 98,3 % — білих - 0,4 % — азіатів - 0,3 % — чорних або афроамериканців |

До двох чи більше рас належало 0,7 %. Частка іспаномовних становила 2,2 % від усіх жителів.
За віковим діапазоном населення розподілялося таким чином: 23,6 % — особи молодші 18 років, 47,8 % — особи у віці 18—64 років, 28,6 % — особи у віці 65 років та старші. Медіана віку мешканця становила 47,9 року. На 100 осіб жіночої статі у місті припадало 89,3 чоловіків;  на 100 жінок у віці від 18 років та старших — 86,4 чоловіків також старших 18 років.
Середній дохід на одне домашнє господарство  становив 53 552 долари США (медіана — 46 989), а середній дохід на одну сім'ю — 61 358 доларів (медіана — 54 265). Медіана доходів становила 41 940 доларів для чоловіків та 22 935 доларів для жінок. За межею бідності перебувало 3,9 % осіб, у тому числі 3,1 % дітей у віці до 18 років та 6,0 % осіб у віці 65 років та старших.
Цивільне працевлаштоване населення становило 484 особи. Основні галузі зайнятості: освіта, охорона здоров'я та соціальна допомога — 29,5 %, роздрібна торгівля — 10,7 %, сільське господарство, лісництво, риболовля — 10,3 %.